# 盛岡誠桜高等学校
盛岡誠桜高等学校（もりおかせいおうこうとうがっこう）は、岩手県盛岡市高松一丁目にある私立高等学校。
2010年度まで盛岡女子高等学校（もりおかじょしこうとうがっこう、通称「盛女」（せいじょ））という女子校であったが、2013年度より校名変更すると同時に男女共学化した。
建学の理念は「心は豊かに 腕は確かに」とされている。これは、前身の女子校が裁縫学校としてスタートされたことが理由であるという。

## 沿革
- 1948年 - 久保学園高等学校、盛岡市菜園に創立
- 1950年 - 新校舎完成に伴い盛岡市高松へ移転
- 1990年 - 盛岡女子高等学校へ校名変更
- 1994年 - 普通科・商業科にコース制導入
- 1998年 - 創立50周年記念式典
- 2013年 - 男女共学に移行し、校名を盛岡誠桜高等学校に改称。設置者の久保学園も盛岡誠桜に改称。食物調理科を設置

## 設置学科
一年次は全科共通で生徒を募集し、本人の希望や学力によって、二年次からコースが分かれるというシステムとなっている。
高校卒業を入学資格とする保育士専攻科は2年制で、修了後に保育士国家試験の受験資格が得られる他、提携短期大学通信教育を併修することで幼稚園2種教員免許の取得が可能である。
全日制課程
- 普通科
  - 総合コース
  - 進学コース
- 商業科
- 家政科
- 食物調理科
  - 調理師コース
  - 製菓コース

専攻科
- 保育士専攻科
  - 子ども未来学科

## 部活動
地元では、バレーボールや陸上の強豪校として知られている。インターハイや春の高校バレーに出場したり、バレーボールの高等学校総合体育大会では、東北の範囲で優勝や準優勝を繰り返している。また、陸上長距離では、全国高等学校駅伝競走大会に6年連続出場（2012年度時点）を果たしている。なお、クラブ活動に専念したい人を対象に、寮に入ることもできるという。

## 制服
夏服は男女共、淡いブルーのサマーシャツやブラウス、または白のポロシャツ。襟の部分が白くなっているのが特徴とされる。これらに、男子は濃緑色のネクタイ、女子は濃緑色のリボンを合わせるスタイルとなっている。クリーム色のニットベストもオプションとして用意されている。
男子冬服は紺色のジャケット、女子冬服は紺色のダブルのブレザーとなっている。これらには、左胸に校章のエンブレムが付けられている。エンブレムは桜をイメージしたものとなっている。
女子のスカートは、濃緑色のチェックのプリーツスカートである。
これらの制服は、女子校だった頃の女子制服のスタイルをそのまま踏襲したものとなっている。
渡辺麻友（AKB48）が2012年11月21日に発売した3rdシングル『ヒカルものたち』の特典DVDには、全国47都道府県の女子制服を着たミュージックビデオが収録されており、岩手県代表には本校の制服が選ばれた。この際、渡辺は本校の制服を指して、「チェックのスカートがかわいい」と評価している。

## 著名な出身者
- 今野安子（卓球選手）
- 枝野とみえ（卓球選手）

### バレーボール
- 高橋沙織 ※日本代表
- 細川絢加
- 渡邊真恵（PFUブルーキャッツ）
- 佐々木海空（上尾メディックス）
- 熊谷真伶（アルテミス北海道）

## アクセス
- JR東北新幹線、東北本線、IGRいわて銀河鉄道盛岡駅からバス利用。
  - 岩手県交通　｢307・334」
  - 岩手県北バス　｢E01　厨川駅」行き
    - 以上の路線で、｢高松の池口｣下車。徒歩3分[5]。

## その他・学校行事
- ボランティア活動等の始まりは平成6年度文化祭の時、商業科の3年生のクラス（商業科はCと呼ばれ、3年なので略してC3と呼ばれる。その後にクラスのA組、B組、C組のアルファベットが付く）が企画した「アイはうみをこえて」というフリーマーケット及びテレカ（テレホンカード）、ベルマーク、使用済み切手等の回収からが始まりらしい。ちなみに、当時テレカはFM岩手で回収の呼びかけをしていたのでそこからヒントを得たもの。